# Maximos von Ephesos
Maximos von Ephesos (* um 310 wohl in Ephesos, Kleinasien; † Anfang 372 in Ephesos) war ein spätantiker Philosoph der neuplatonischen Richtung. Er war ein Freund und Lehrer des römischen Kaisers Julian, den er schon lange vor dem Herrschaftsantritt stark beeinflusste. Mit seiner Tätigkeit als religiös-philosophischer Berater Julians handelte er im Sinne der platonischen Tradition des politischen Engagements der Philosophen, wofür Platon selbst das Vorbild war. 

## Herkunft und Familie
Ammianus Marcellinus bezeichnet Ephesos als Heimatstadt des Maximos. Die Richtigkeit dieser früher meist akzeptierten Angabe wird zwar von einigen Gelehrten bezweifelt, doch steht fest, dass er aus dem Westen Kleinasiens stammte. Seine Eltern waren begütert. Maximos hatte einen Bruder namens Claudianus, der ebenfalls Philosoph wurde. Ein anderer Bruder, Nymphidianus, wurde von Kaiser Julian zum magister epistularum Graecarum (Sekretär für die griechischsprachige Korrespondenz) ernannt.

## Leben
Ammonios Hermeiou, ein Philosoph des 5./6. Jahrhunderts, berichtet, Maximos sei ein Schüler des Neuplatonikers Hierios gewesen. Dieser Hierios ist möglicherweise mit einem in Korinth lehrenden Philosophen dieses Namens identisch. Wenn dies stimmt, hat Maximos seine philosophische Ausbildung in Korinth begonnen und dort wohl Julius Constantius kennengelernt, den Halbbruder Kaiser Konstantins des Großen und Vater des späteren Kaisers Julian, der einige Jahre in Korinth lebte. Diese Phase seiner Ausbildung, in der er sich unter anderem mit der aristotelischen Logik befasste, dürfte – falls die Hypothese zutrifft – ungefähr den Zeitraum 328–335 umfassen.
Etwa im Zeitraum 335–350 war Maximos in Pergamon Schüler des Neuplatonikers Aidesios. Aidesios hatte in Syrien bei dem berühmten Neuplatoniker Iamblichos von Chalkis studiert, der auch der Lehrer des Hierios war, und hatte später in Pergamon eine eigene Schule eröffnet. Unter Maximos’ Studienkollegen in Pergamon waren die prominenten Philosophen Chrysanthios von Sardes, Eusebios von Myndos und Priskos. Neben den Lehren Platons und des Aristoteles, die in neuplatonischem Sinne gedeutet wurden, gehörten auch religiöse Themen zum Unterrichtsstoff. Viele Neuplatoniker praktizierten Theurgie (Kontaktaufnahme mit der Götterwelt durch spezielle rituelle Handlungen). Maximos befasste sich besonders mit Orakeldeutung und erregte als Wundertäter Aufsehen. Sein Studienkollege Eusebios von Myndos vertrat die Gegenposition; er lehnte die magischen Praktiken ab, da er darin keine echten religiösen Bestrebungen sah. Darin unterschied sich seine Haltung von derjenigen der anderen Neuplatoniker in Pergamon.
In Pergamon lebte und unterrichtete damals auch die Philosophin Sosipatra. Eunapios erzählt in seiner legendenhaften Darstellung von Begebenheiten aus Sosipatras Leben, die Philosophin sei einem Liebeszauber eines ihrer Verwandten namens Philometor zum Opfer gefallen. Daraufhin habe sie sich an Maximos gewandt, dem es gelungen sei, den magischen Bann zu brechen.
Um 350 verließ Maximos die Schule des Aidesios in Pergamon, um in Ephesos als Philosophielehrer zu wirken. Anscheinend nahmen an seinem Unterricht auch Christen teil; ein Christ namens Sisinnios, der später in Konstantinopel Bischof der Novatianer wurde, soll bei Maximos studiert haben.
Im Jahr 351 kam der spätere Kaiser Julian nach Pergamon, um bei Aidesios zu studieren. Auf Wunsch des Aidesios übernahmen Chrysanthios und Eusebios die Aufgabe, Julian zu unterweisen. Eusebios warnte Julian nachdrücklich vor den magischen Künsten des Maximos, bei denen es sich um Sinnestäuschung handle; nur die Philosophie habe es mit der Wirklichkeit zu tun. Er erreichte jedoch damit das Gegenteil des Beabsichtigten; Julian ging zwischen Mai 351 und April 352 nach Ephesos, um dort seine Ausbildung bei Maximos fortzusetzen.
Als Angehöriger der christlichen Kaiserfamilie war Julian zunächst Christ. Der Zeitpunkt, zu dem er sich endgültig zum Bruch mit dem Christentum entschloss, lässt sich nicht zweifelsfrei ermitteln. Sicher ist aber, dass der entscheidende Anstoß zu diesem Schritt von den Neuplatonikern kam, die der Schule des Aidesios in Pergamon angehörten bzw. dort ihre Ausbildung erhalten hatten, und dass der Einfluss des Maximos dabei eine wesentliche, vielleicht ausschlaggebende Rolle spielte. Vor diesem Hintergrund ist auch Julians besonders hohe Wertschätzung für die religiöse Philosophie von Aidesios’ Lehrer Iamblichos zu verstehen. Allerdings ist die früher gängige Ansicht, Maximos habe Julian in einer förmlichen Zeremonie eine Einweihung zuteilwerden lassen, von der Forschung aufgegeben worden. Sie stützte sich auf eine missverständliche Bemerkung Julians und auf Anekdoten, die der Kirchenvater Gregor von Nazianz mitteilt. Sicher handelte es sich bei dem Vorgang, dessen Deutung umstritten ist, nicht um Einweihung in einen Mysterienkult, denn es gibt keinen Hinweis auf eine Zugehörigkeit des Maximos zu einer Mysterienpriesterschaft.
Im November 355 wurde Julian zum Caesar ernannt, anschließend brach er nach Gallien auf. Während seiner dortigen Tätigkeit blieb er in brieflichem Kontakt mit Maximos, der weiterhin in Ephesos lehrte. Nach seinem Herrschaftsantritt lud er im Dezember 361 Maximos und dessen früheren Studienkollegen Priskos ein, an seinen Hof nach Konstantinopel zu kommen. Die beiden Philosophen folgten der Einladung. Maximos ließ sich dabei von sehr ungünstigen Vorzeichen nicht abschrecken, sondern soll sogar erklärt haben, man dürfe angesichts von Hindernissen nicht verzagen und es sei möglich, die Gunst der Götter zu erzwingen. Beide Neuplatoniker blieben fortan stets in der Umgebung des Kaisers, dessen geschätzte religiös-philosophische Berater und Diskussionspartner sie waren. Eunapios behauptet in seinem nur fragmentarisch erhaltenen Geschichtswerk, den Historien, dass Maximos und Priskos über keine politische Kompetenz verfügten.
Seine außerordentliche Wertschätzung für Maximos äußerte Julian in überschwänglichen Worten. Er bezeichnete ihn unter anderem als seinen „Meister“ (kathēgemōn) und hielt ihn für den hervorragendsten Mann, der ihm je begegnete. Unter anderem erwähnte er, dass er ihm eine Besänftigung seiner stürmischen Natur verdanke. Bei Maximos’ Ankunft in Konstantinopel verließ er seinetwegen eine Senatssitzung.
Bevor er an den Hof kam, trug Maximos einen schlichten Philosophenmantel (tribon) und die bei asketischen Philosophen übliche lange Haar- und Barttracht; am Hof in Konstantinopel kleidete er sich jedoch üppiger, als es von einem Philosophen erwartet wurde. Auch in anderen Hinsichten scheint er als Höfling dem platonischen Philosophenideal nicht entsprochen zu haben: Eunapios schreibt, er sei hochmütig und unzugänglich geworden; außerdem soll er seine einflussreiche Stellung genutzt haben, um sich persönlich zu bereichern. Er polemisierte gern und war als Gegner in philosophischen Disputen gefürchtet.
Auch als Julian im Sommer 362 nach Antiochia ging und dann im März 363 zu seinem Persienfeldzug aufbrach, blieb Maximos bei ihm. Bevor der Kaiser am 26. Juni 363 an einer Kampfverletzung starb, führte er ein letztes philosophisches Gespräch mit Maximos und Priskos.
Unter Julians christlichem Nachfolger Jovian, der nur bis Februar 364 regierte, erfreute sich Maximos des kaiserlichen Wohlwollens, doch nach Jovians Tod setzten ihm seine Feinde hart zu. Im Frühjahr 364 wurde er in Konstantinopel beschuldigt, durch Zauberei eine langwierige Krankheit der neuen Kaiser Valentinian I. und Valens bewirkt zu haben. Dieser Vorwurf konnte nicht erhärtet werden, und die Anklage wurde fallengelassen. Doch seine zahlreichen Gegner ließen nicht locker; 365/366 wurde er erneut verhaftet und angeklagt, sich unrechtmäßig bereichert zu haben. Ihm wurde eine hohe Geldstrafe auferlegt, und er wurde „nach Asien“ – wohl in seine Heimat – geschickt, wo er das Bußgeld auftreiben sollte. Weil er dazu nicht in der Lage war, wurde er gefoltert. Eunapios berichtet, Maximos habe sich töten wollen, als er meinte die Schmerzen nicht mehr ertragen zu können, und habe seine Frau beauftragt, Gift zu beschaffen. Die Frau habe das Gift zuerst getrunken, er aber sei ihr dann doch nicht auf diesem Weg gefolgt. Eunapios beschreibt Maximos’ Gattin als Idealgestalt einer Philosophin und behauptet, sie habe ihren Mann übertroffen. Mit dieser Darstellung wollte er wohl Maximos, dem er Charakterfehler ankreidete, in unvorteilhaftes Licht stellen.
Später half dem Häftling der Prokonsul von Asien Klearchos, der ein Anhänger der alten Religion war. Klearchos sorgte für die Freilassung des Philosophen und konnte ihm sogar einen großen Teil seiner Besitztümer, die er eingebüßt hatte, wieder verschaffen. Maximos nahm seine philosophische Lehrtätigkeit wieder auf und wagte es sogar, nach Konstantinopel zurückzukehren.
Schließlich fiel er dem Verdacht zum Opfer, eine Verschwörung gegen den Kaiser im Winter 371/372 unterstützt zu haben. Er soll bei der Deutung eines Orakelspruchs, der ihm von Oppositionellen vorgelegt wurde, vorausgesagt haben, Kaiser Valens werde einen seltsamen Tod erleiden und unbestattet bleiben (tatsächlich fiel Valens 378 in der Schlacht von Adrianopel). Nach der Aufdeckung der oppositionellen Umtriebe wurde Maximos nach Antiochia gebracht, wo sich Valens damals aufhielt. Die Verhöre verliefen zunächst für ihn günstig, doch schließlich wurde er in seine Heimatstadt Ephesos gebracht, wo ihn der neue Prokonsul von Asien Festus Anfang 372 hinrichten ließ.

## Werke
Die Suda zählt einige der Werke des Maximos auf: einen nicht näher bezeichneten Aristoteles-Kommentar, eine rhetorische Schrift „Über die unlösbaren Antithesen“ (Peri alýtōn antithéseōn), eine Abhandlung „Über die Zahlen“, deren Gegenstand offenbar die pythagoreische Zahlenlehre war, und ein Gedicht „Über die [astrologischen] Voraussagen [günstiger Zeitpunkte]“ (griechisch Peri katarchṓn, lateinisch De actionum auspiciis). Dazu gibt die Suda an, Maximos habe diese Werke oder einen Teil von ihnen Kaiser Julian gewidmet. Allerdings muss damit gerechnet werden, dass nicht alle tatsächlich von Maximos stammen.
Zwei verlorene Aristoteles-Kommentare des Maximos sind bezeugt: einer zu den Kategorien, aus dem ein Fragment erhalten ist, und einer zu den Analytica priora, auf den Themistios mit einer Entgegnung reagierte. Die von Themistios bekämpfte These des Maximos lautete, jeder Syllogismus trage seinen Gültigkeitsgrund in sich und sei insofern vollkommen. Maximos betrachtete somit die Modi der ersten Figur nicht als den Gültigkeitsgrund für die anderen Modi und lehnte die traditionelle Reduktion der anderen Modi auf einen Modus der ersten Figur als überflüssig ab. Die Ansicht, dass alle Syllogismen gleichermaßen vollkommen sind, wurde zwar von anderen Neuplatonikern geteilt, doch scheint Maximos eine besonders radikale Version dieser Position vertreten zu haben.
Verloren ist auch Maximos’ Werk über die Zahlen. Die Schrift über die unlösbaren Antithesen ist erhalten; die Identität ihres Verfassers mit Maximos von Ephesos ist bezweifelt worden, wird aber vom Herausgeber Rabe nachdrücklich befürwortet. Bei dem Werk über die Voraussagen handelt es sich um ein astrologisches Handbüchlein in Form eines Gedichtes in Hexametern, das erhalten ist. Auch hier wurde Maximos’ Verfasserschaft bezweifelt; nach dem aktuellen Forschungsstand kann sie aber als plausibel gelten. Vom Interesse an dem Gedicht in späteren Zeiten zeugen byzantinische Prosafassungen.

## Textausgaben
- Hugo Rabe (Hrsg.): Prolegomenon sylloge. Accedit Maximi libellus de obiectionibus insolubilibus. Teubner, Leipzig 1931, S. CXV–CXXVI und 427–447 (kritische Edition der Schrift „Über die unlösbaren Antithesen“)
- Paola Radici Colace (Hrsg.): Le Parafrasi del Perì katarchon di Massimo. Introduzione, testo critico, traduzione e note di commento linguistico-filologico. Edas, Messina 1988
- Nicola Zito (Hrsg.): Maxime: Des initiatives. Les Belles Lettres, Paris 2016, ISBN 978-2-251-00605-5 (kritische Ausgabe des Maximos zugeschriebenen Gedichts Peri katarchṓn mit Einleitung, französischer Übersetzung und Kommentar)